# 부북초등학교 정진분교
부북초등학교 정진분교는 대한민국 경상남도 밀양시 부북면 퇴로로 227 (퇴로리)에 있었던 공립 초등학교다. 항재 이익구가 설립한 화산의숙(1899년 ~ 1910년)이 전신이다.

## 학교 연혁
- 1921년 3월 25일 정진의숙으로 문을 열어 윤리 도덕, 애국정신, 신지식 함양에 대한 내용을 가르쳤다. 사립 정진학교로 이름을 고치고(1922년) 계속 학교를 유지하다가 민족 교육과 단군기원의 사용, 배일 교육, 애국사상의 고취가 문제되어 모든 교원들이 일제의 경찰에 구금되기도 했다.
- 1939년 4월 1일 일제에 의해 강제 폐교
- 1942년 6월 10일 부북공립국민학교 부설 퇴로간이학교로 개편
- 1945년 4월 10일 화양국민학교로 승격
- 1960년 4월 1일 정진국민학교로 개칭
- 1975년 11월 30일 정진의숙 창학 기념비 건립
- 1993년 2월 19일 제64회 졸업식(총 5,202명 졸업)
- 1993년 3월 1일 부북국민학교 정진분교장으로 편입
- 1996년 3월 1일 부북초등학교 정진분교로 개칭
- 1998년 8월 31일 부북초등학교 본교로 통합

## 특이 사항
- 국회의원을 지낸 구중회가 이 학교 교장을 맡기도 하였다.
- 폐교 이후, 임실치즈스쿨로 활용되고 있다.

## 참고 자료
- 《부산일보》 (2004년 4월 12일). “이응인시인의 시골사는 이야기 (4) 작은 학교야, 보고 싶다”. 2007년 9월 28일에 원본 문서에서 보존된 문서. 2007년 9월 23일에 확인함.
- 《내일신문》 (2011년 7월 8일). “"가족과 함께 자연이 숨 쉬는 체험장으로 출발!"”. 2015년 1월 3일에 확인함.